# USS South Carolina (BB-26)
USS South Carolina (BB-26) byl dreadnought námořnictva Spojených států amerických. Jednalo se o první jednotku třídy South Carolina.

## Stavba
Kýl lodi byl založen 18. prosince 1906 v americké loděnici William Cramp & Sons ve státě Pensylvánie. Roku 1908 byla South Carolina spuštěna na vodu a dne 1. března 1910 byla uvedena do služby do atlantské flotily.

## Výzbroj
Hlavní výzbroj lodě tvořily 4 dvojhlavňové střelecké věže s děly Mk 5 ráže 305 mm. Sekundární výzbroj tvořilo 22 kanónů ráže 76 mm. Dále se na lodi nacházely 2 kanóny QF 3-pounder ráže 76 mm, 8 auto-kanónů QF 1-pounder a 2 torpédomety s torpédy Mk 15, které měřily na průměr 533 mm.